# De espaldas a la puerta
De espaldas a la puerta és una pel·lícula policíaca espanyola de 1959, dirigida per José María Forqué i protagonitzada per Emma Penella, Amelia Bence i Luis Prendes, com a artistes principals. Va formar part de la selecció oficial del Festival Internacional de Cinema de Sant Sebastià 1960.

## Argument
Patricia marxa del seu poble per a buscar-se la vida a la gran ciutat. Allí troba treball com a ballarina al local "La ratonera de oro", club regentat per Doña Luisa. Un dia és salvatgement agredida i ha de ser urgentment operada. Són cridats per a ser interrogats com a sospitosos una àmplia gama, entre ells les seves companyes Lola i Lidia. Mentrestant, l'inspector Enrique Simón encarregat del cas, amb el seu ajudant Arévalo, interroga tots els seus companys utilitzant un truc: els fa creure que Patricia va veure a la persona que la va apunyalar per l'esquena.

## Repartiment
- Emma Penella - Lola
- Amelia Bence - Lidia
- Luis Prendes - Enrique Simón
- Elisa Loti - Patricia
- La Chunga
- José María Vilches - Tonio
- José Marco Davó - Barea
- José Luis López Vázquez - Arévalo
- Carlos Mendy - Perico
- Félix Dafauce - Doctor Ponce
- Adriano Domínguez - Fermín
- Mariano Azaña - Alvarito
- Carmen Bernardos
- Marisa Núñez
- María del Valle - Amanda
- María Luisa Merlo - Lucky
- Ágata Lys - Princesa
- Enrique Cerro
- Ángela Tamayo - Angelita
- Rafael Corés
- Pilar Muñoz
- María Belén
- Antonio Burgos
- Manuel Insúa
- Maruja Vico
- Lola Lemos
- Ángel Terrón
- Sergio Mendizábal
- Tomás Simon
- Mara Goyanes
- Margarita Gil
- Celia Foster
- Victorico Fuentes
- Pilar Caballero
- Luis Peña - Luis
- Irene López Heredia - Luisa
- Manuel Alexandre